# Víctor Benítez
Víctor Morales Benítez (Lima, 30 ottobre 1935 – Milano, 11 luglio 2022) è stato un calciatore peruviano, di ruolo centrocampista difensivo.
Venne soprannominato El Conejo per via dei denti sporgenti.

## Caratteristiche tecniche
Aggressivo ma non scorretto, Benitez fu un lottatore dalla grande resistenza fisica che gli permetteva di rincorrere gli avversari a tutto campo per recuperare palla e smistarla alle ali o servire gli attaccanti grazie alle percussioni nella metacampo avversaria, favorite da buone doti di velocità e dribbling.

## Carriera

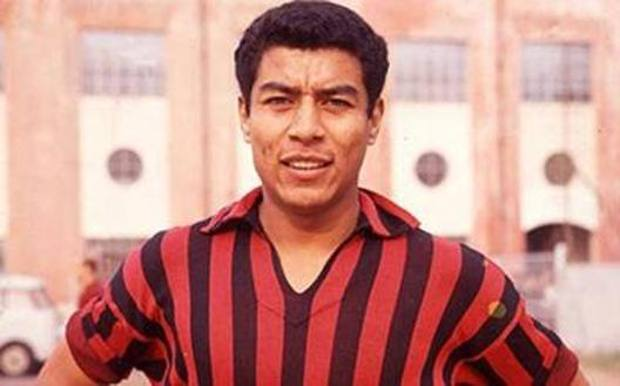
Benitez con la maglia del Milan

Formatosi nell'Alianza Lima, nel 1959 passò al Boca Juniors con cui vinse un campionato argentino nel 1962. Fu quindi acquistato dal Milan, con il quale disputò dodici parite nel campionato 1962-63 e vinse una Coppa dei Campioni nella medesima stagione, disputando da titolare la finale a Wembley contro il Benfica. Per la prima metà della stagione seguente rimase al Milan, ma a gennaio fu trasferito in prestito al Messina, dove collezionò dodici presenze e due gol contribuendo a salvare la squadra siciliana dalla retrocessione in Serie B.
Nel 1964-65 tornò al Milan dove collezionò 24 presenze in campionato. Nella stagione successiva fu acquistato dalla Roma, totalizzando dieci presenze in campionato, mentre per il 1966-67 passò al Venezia dove con 23 presenze segnò 3 gol su calcio di rigore che non furono sufficienti a evitare la retrocessione dei lagunari in Serie B. Dopo una stagione all'Inter in cui collezionò otto presenze, Benítez tornò alla Roma dove rimase fino al 1970 totalizzando nove presenze in campionato, due in Coppa delle Fiere, una in Coppa delle Coppe e tre in Coppa Italia dove realizzò un gol contro l'Inter.
Nel 1970 Benítez lasciò l'Italia calcistica per tornare in Perù, dove giocò per altri tre anni nello Sporting Cristal.
Negli ultimi anni visse a Milano. Il 26 luglio 2016 uscì dalla sua casa e non si ebbero più notizie di lui per due giorni, quando venne ritrovato in un hotel nella stessa città nei dintorni della stazione centrale in stato confusionale. È morto l'11 luglio 2022 a 86 anni.

## Palmarès

### Club

#### Competizioni nazionali
- Campionato peruviano: 3

Alianza Lima: 1954, 1955
Sporting Cristal: 1972
- Campionato argentino: 1

Boca Juniors: 1962
- Coppa Italia: 1

Roma: 1968-1969

#### Competizioni internazionali
- Coppa dei Campioni: 1

Milan: 1962-1963